# سالفاتوري سيريغو
سالفاتوري سيريغو (بالإيطالية: Salvatore Sirigu)‏ (مواليد 12 يناير 1987 في نوورو - إيطاليا) لاعب كرة قدم إيطالي يلعب حاليا لصالح نادي باليرمو الذي ينشط في الدوري الإيطالي الدرجة الثانية في مركز حارس مرمى.

## الاندية

### مسيرته الشخصية
ولد في نورو، سردينيا، إيطاليا، بدأ سيريغو مسيرته الكروية في نظام الشباب في فينيسيا. في عام 2005 التحق باليرمو ولاول مرة للنادي باعتباره العادية في مباراة كأس إيطاليا 2006-07 ضد سامبدوريا ومباراة في كأس الاتحاد الأوروبي ضد فنربخشه.
باليرمو أعاره إلى نادي دوري الدرجة الأولى الإيطالي C1 كريمونيزي يوم 12 يوليو تموز 2007 من أجل السماح له تحقيق بعض الخبرة الفريق الأول.
قضى موسم 2008-09 على سبيل الإعارة لدوري الدرجة الثانية الجانب أنكونا، ولكن فقط لعب 15 مباراة مع ناديه، ومديري أنكونا فرانشيسكو موناكو، وبعد ساندرو Salvioni ، فضل زميله البرازيلي دا كوستا عليه.
سيريغو عاد تباعاً إلى باليرمو وحارس الثانية للخيار، وراء توقيع روبينيو الجديد، لموسم 2009-10 . بعد سلسلة من العروض متواضعة من قبل روبينيو، مدرب باليرمو والتر زينجا، وهو نفسه حارس المرمى السابق الذي أشار لقدرته، انتقل سيريغو في دور ابتداء لأسبوع 6 لعبة، مباراة خارج أرضه أمام لاتسيو دافيدي بالارديني في 27 سبتمبر 2009. واللعبة، التي تمثل أيضا سيريغو أول مرة رسميا في دوري الدرجة الأولى الإيطالية، انتهت بالتعادل 1-1، مع حارس مرمى الشباب ترشيحهم رجل المباراة نظرا ل له العديد من يحفظ طوال المباراة. وأكد انه في وقت لاحق ل اللعبة التالية، حيث تمكنت سيريغو للحفاظ على شباكه نظيفة في الفوز 2-0 ضد عمالقة الدوري الإيطالي يوفنتوس. منذ ذلك الحين، كانت واردة سيريغو بانتظام في التشكيلة الأساسية وبشكل دائم كما أكد goaleeper الخيار الأول، يقود النادي لإرسال روبينيو على سبيل الإعارة ل يفورنو في وقت لاحق في يناير كانون الثاني
في 21 أكتوبر 2009، أعلن باليرمو قد وافق على تمديد عقده مع سيريغو، العقد الجديد سيكون قد انتهى في يونيو حزيران عام 2014.

### باريس سان جيرمان
في 28 يوليو 2011، وقع سيريغو عقد مدته اربع سنوات مع النادي الفرنسي باريس سان جيرمان لقاء رسوم نقل € 3500000. في شهر أغسطس، الشهر الأول له في النادي الباريسي، وكان اسمه سدادة الكرة التي سددها لأنصار النادي كأفضل لاعب الثالث من الشهر بعد خافيير باستوري وكيفن جاميرو، مما يدل على التكيف السريع إلى محيطه الجديد. وقال انه شهد بسرعة بعد منافسة مع زميله المنضم حديثا نيكولا دوشيز ليصبح الحارس رقم 1 للنادي الباريسي طموحة، فضلا عن مروحة المفضلة. وكثيرا ما ردد اسمه خلال مباريات الإياب من أنصار سان جيرمان تطلبا المعروف باريس. يوم 27 يناير عام 2013، اندلعت سيريغو سجل شباكه نظيفة برنار لاما حارس مرمى باريس سان جيرمان لفي الدوري الفرنسي 1 (697 دقيقة).

### إشبيلية
في 26 أغسطس 2016، انتقل إلى نادي إشبيلية الإسباني على سبيل الإعارة لمدة موسم واحد.

## معلومات الاندية
| الموسم | النادي/الدولة    | المباريات | الاهداف |  |
| ------ | ---------------- | --------- | ------- |  |
| 2013   | باريس سان جيرمان | 32        | 0       |  |
| 2012   | باريس سان جيرمان | 33        | 0       |  |
| 2011   | باريس سان جيرمان | 38        | 0       |  |
| 2010   | باليرمو          | 45        | 0       |  |
| 2009   | باليرمو          | 33        | 0       |  |
| 2008   | أنكونا           | 15        | 0       |  |
| 2007   | كريمونيزي        | 40        | 0       |  |
| 2006   | باليرمو          | 2         | 0       |  |

## روابط خارجية
- سالفاتوري سيريغو على موقع الاتحاد الدولي (مؤرشف)  (الإنجليزية)
- سالفاتوري سيريغو على موقع الاتحاد الأوربي (الإنجليزية)
- سالفاتوري سيريغو على موقع اتحاد تركيا (لاعب) (الإنجليزية)
- سالفاتوري سيريغو على موقع إي إس بي إن إف سي (الإنجليزية)
- سالفاتوري سيريغو على موقع قاعدة بيانات كرة القدم.إي يو (الإنجليزية)
- سالفاتوري سيريغو على موقع ليكيب (الفرنسية)
- سالفاتوري سيريغو على موقع ناشيونال فوتبول تيمز (الإنجليزية)
- سالفاتوري سيريغو على موقع Soccerbase.com (لاعب) (الإنجليزية)
- سالفاتوري سيريغو على موقع Soccerway.com (الإنجليزية)
- سالفاتوري سيريغو على موقع عالم كرة القدم.نت (الإنجليزية)